# إنترلوكين 12
الإنترلوكين 12 (بالإنجليزية: Interleukin 12)‏ واختصارا (إل-12، IL-12) هو إنترلوكين يُنتج طبيعيا بواسطة الخلايا المتغصنة، البلعميات الكبيرة، والخلايا المتعادلة، والأرومة المفاوية-B‏ (NC-37) استجابة لتحفيز بواسطة مستضد. ينتمي الإنترلوكين 12 إلى عائلة الإنترلوكينات 12، وهي عائلة فريدة تتكون من السيتوكينات المثنوية المتغايرة وتشمل: إل-12، إل-23، إل-27 وإل-35. رغم تشارك أفراد هذه العائلة في العديد من الأنماط البنيوية والربائط الجزيئية، إلى أنها تتواسط تأثيرات وظيفية متنوعة.

## الوظيفة
الإنترلوكين 12 له دور في تمايز الخلايا التائية غير البالغة إلى خلايا تائية مساعدة 1. ويُعرف على أنه العامل المحفز للخلية التائية، حيث يمكنه تحفيز نمو الخلايا التائية واكتسابها وظيفتها. يحفز إل-12 كذلك إنتاج الإنترفيرون غاما (إفن-γ) وعامل نخر الورم ألفا (تنف-α) من الخلايا التائية والخلايا الفاتكة الطبيعية، ويخفض تثبيط إفن-γ الذي يتواسطه إل-4. تملك الخلايا التائية التي تنتج إل-12 المستقبل المساعد CD30 الذي له صلة بوظيفة إل-12.
يلعب إل-12 دورا مهما في وظيفة الخلايا الفاتكة الطبيعية والخلايا اللمفاوية التائية، حيث يتواسط تحسين الوظيفة السمية للخلايا الفاتكة الطبيعية والخلايا التائية القاتلة CD8+. ويبدو أن هنالك رابطا بين إل-2 وتوصيل الإشارة بواسطة إل-12 في الخلايا الفاتكة الطبيعية، إذ يخفز إل-2 التعبير عن مستقبلين من مستقبلات إل-12 وهما: إل-12ر-ب1 وإل-12ر-ب2، ويحافظ على التعبير عن بروتينات مهمة في توصيل الإشارة بواسطة إل-12 في الخلايا الفاتكة الطبيعية. تتجلى الاستجابة الوظيفية المحسنة في إنتاج إفن-γ وقتل الخلايا المستهدفة.
يملك إل-12 كذلك وظيفة مضادة لتكوُّن الأوعية الدموية، ويعني ذلك أن بإمكانه منع تكون أوعية دموية جديدة، ويقوم بذلك عبر زيادة إنتاج الإنترفيرون غاما والذي يقوم بدوره بزبادة إنتاج كيموكين يسمى البروتين المحث 10 (IP-10 أو CXCL10). بعد ذلك يتواسط IP-10 التأثير المضاد لتكون الأوعية بفضل قدرته على إحداث استجابات مناعية ووظيفته المضادة لتكون الأوعية. هنالك اهتمام في اختبار إل-12 كعقار مضاد للسرطان، إلا أنه لم يُظهِر نشاطا ملحوظا في الأورام تم اختبارها لحد الآن.